# Maibong
Maibong là một thị xã và là nơi đặt ủy ban khu vực thị xã (town area committee) của quận North Cachar Hills thuộc bang Assam, Ấn Độ.

## Địa lý
Maibong có vị trí 25°18′B 93°10′Đ / 25,3°B 93,17°Đ Nó có độ cao trung bình là 355 mét (1164 feet).

## Nhân khẩu
Theo điều tra dân số năm 2001 của Ấn Độ, Maibong có dân số 7664 người. Phái nam chiếm 55% tổng số dân và phái nữ chiếm 45%. Maibong có tỷ lệ 73% biết đọc biết viết, cao hơn tỷ lệ trung bình toàn quốc là 59,5%: tỷ lệ cho phái nam là 78%, và tỷ lệ cho phái nữ là 66%. Tại Maibong, 13% dân số nhỏ hơn 6 tuổi.